# Cephalantheropsis halconensis
Cephalantheropsis halconensis är en orkidéart som först beskrevs av Oakes Ames, och fick sitt nu gällande namn av Shao Shun Ying. Cephalantheropsis halconensis ingår i släktet Cephalantheropsis och familjen orkidéer. Inga underarter finns listade i Catalogue of Life.